# Wagneriana tayos
Wagneriana tayos là một loài nhện trong họ Araneidae.
Loài này thuộc chi Wagneriana. Wagneriana tayos được Herbert Walter Levi miêu tả năm 1991.